# .so
Pour les articles homonymes, voir fichier .so ou SO.
.so est le domaine de premier niveau national de la Somalie. Géré par le ministère des Télécommunications de Somalie, il est ouvert à tous.
Afin de lutter contre des enregistrements de noms de domaine potentiellement litigieux, le registre a signé un accord avec l’Organisation mondiale de la propriété intellectuelle.

## Historique
Le .so a été créé en 1997. Du fait de la grande instabilité politique du pays, il est longtemps resté inutilisé.
Le ministère des Télécommunications de Somalie, qui en a la charge depuis février 2009, l'a ouvert en 2010-2011 :
- Période de sunrise du 1er au 30 novembre 2010
- Période de landrush du 16 décembre 2010 au 9 février 2011
- Ouverture à tous le 1er mars 2011